# دولفین کوهان‌دار چینی
دولفین کوهان‌دار چینی (انگلیسی: Indo-Pacific humpbacked dolphin) گونه‌ای از تیره دولفینیان و راسته آب‌بازسانان است با پیشانی شیب‌دار که باله پشتی دوطبقه آن شامل یک باله کوچک‌تر است که بر روی قوز طویل پشتی قرار گرفته است.